# Pseudobagrus microps
Pseudobagrus microps är en fiskart som först beskrevs av Hialmar Rendahl 1932.  Pseudobagrus microps ingår i släktet Pseudobagrus och familjen Bagridae. Inga underarter finns listade i Catalogue of Life.